# 김태식 (역사가)
김태식(金泰植, 1956년 10월 23일~)은 대한민국의 한국고대사 연구자이다.

## 약력
- 1980년 - 서울대학교 국사학과 졸업
- 1984년 - 서울대학교 대학원 문학 석사
- 1985년 - 울산대학교 사학과 전임강사, 조교수, 부교수
- 1992년 - 서울대학교 대학원 문학 박사
- 1992년 - 홍익대학교 역사교육과 조교수
- 1994년 - 진단학회 제13회 두계학술상(斗溪學術賞) 수상
- 1995년 - 홍익대학교 역사교육과 부교수
- 2000년 - 홍익대학교 역사교육과 교수
- 2002년 - 한일역사공동연구위원회 제1분과회 한국측 연구위원 겸 간사(~2005년 5월)
- 2002년 - 나남출판 제2회 지훈상 국학부문상(芝薰賞 國學部門賞) 수상
- 2003년 - 가락국사적개발연구원 제1회 가야문화상(加耶文化賞) 수상
- 2005년 - 문화재위원회 문화재전문위원
- 2007년 - 한일역사공동연구위원회(제2기) 제1분과회 한국측 연구위원 겸 간사(~2009년 12월)
- 2009년 - 문화재위원회 문화재위원(사적분과)
- 2012년 - 홍익대학교 사범대학장(~2016년 2월)
- 2017년 - 홍익대학교 중앙도서관장(~2019년 2월)

학회활동
- 1988년 - 한국고대사연구회 창립 발기인
- 1989년 ~ 2000년 - 가락국사적개발연구원 한국고대사회연구소 연구위원
- 1993년 ~ 1994년 - 역사학회 편집간사, 한국고대사연구회 경인지역 간사
- 1995년 - 역사학회 편집이사
- 1995년 ~ 현재 - 한국고대사학회 평의원
- 1995년 ~ 1996년 - 한국고대사연구회 연구간사
- 1997년 - 한국고대사학회 연구이사
- 1998년 ~ 현재 - 역사학회 평의원
- 1998년 ~ 2003년 - 한국사연구회 연구이사
- 1998년 ~ 2004년 - 한국고대사학회 정보이사
- 2001년 ~ 2002년 - 한국고대사학회 총무이사
- 2004년 ~ 2005년 - 진단학회 총무이사
- 2005년 ~ 2006년 - 한국고대사학회 회장
- 2007년 ~ 현재 - 한국고대사학회 고문
- 2009년 ~ 현재 - 국제역사학 한국위원회(CISHKOREA) 상임위원
- 2010년 ~ 2013년 - 진단학회 평의원
- 2014년 ~ 2015년 - 진단학회 회장

## 주요 논문과 저서
저서
- <<가야연맹사(加耶聯盟史)>>, 서울: 일조각(一潮閣), 1993.
- <<역주삼국사기(譯註三國史記)>> 1~5(공저자: 정구복(鄭求福), 노중국(盧重國), 신동하(申東河), 권덕영(權悳永)), 성남: 한국정신문화연구원, 1996~1998.
- <<미완의 문명 7백년 가야사>> 1권, 2권, 3권, 서울: 푸른역사, 2002.
- <<사국시대의 가야사 연구>>, 서울: 서경문화사, 2014.
- <<사국시대의 사국관계사 연구>>, 서울: 서경문화사, 2014.
- <<사국시대의 한일관계사 연구>>, 서울: 서경문화사, 2014.

논문
- <5세기 후반 大加耶의 발전에 대한 硏究>, <<韓國史論>> 12, 서울대학교 국사학과, 1985, 35∼103쪽.
- <6세기 전반 加耶南部諸國의 소멸과정 고찰>, <<韓國古代史硏究>> 1, 한국고대사연구회, 1988, 181∼234쪽.
- <530년대 安羅의 '日本府' 經營에 대하여>, <<蔚山史學>> 4, 울산대학교 사학과, 1991, 1~30쪽.
- <廣開土王陵碑文의 任那加羅와 安羅人戍兵>, <<韓國古代史論叢>> 6, 가락국사적개발연구원, 1994, 45~109쪽.
- <初期 古代國家論>, <<한국 고대사 강좌>> 제2권(고대국가의 구조와 사회 1), 가락국사적개발연구원, 2003, 1~90쪽.
- <사국시대론 -한국 고대사 삼국시대론의 대안->, <<한국고대사연구>> 46, 한국고대사학회, 2007, 101~150쪽.
- <新羅와 前期 加耶의 關係史>, <<韓國古代史硏究>> 57, 한국고대사학회, 2010, 275~317쪽.

## 같이 보기
- 한국고대사학회
- 가야사연구
- 천관우
- 가야
- 진단학회
- 서울대학교
- 홍익대학교